# Henry Maske
Henry Maske (Treuenbrietzen, 6 de janeiro de 1964) é um ex-pugilista alemão.
Nascido na então Alemanha Oriental, defendeu este país quando participou dos Jogos Olímpicos de Seul 1988, onde conquistou a medalha de ouro na categoria peso médio (até 75 kg). No Campeonato Mundial de Boxe Amador de 1989, foi campeão pela categoria meio-pesado.
Após a Reunificação das Alemanhas, tornou-se profissional, alcançando o título mundial da categoria meio-pesado da Federação Internacional de Boxe em 1993. Manteve o título até 1996 quando o perdeu para o americano Virgil Hill.
Interpretou o papel-título do filme de 2010 Max Schmeling.